# Chicago Film Critics Association Awards 2020

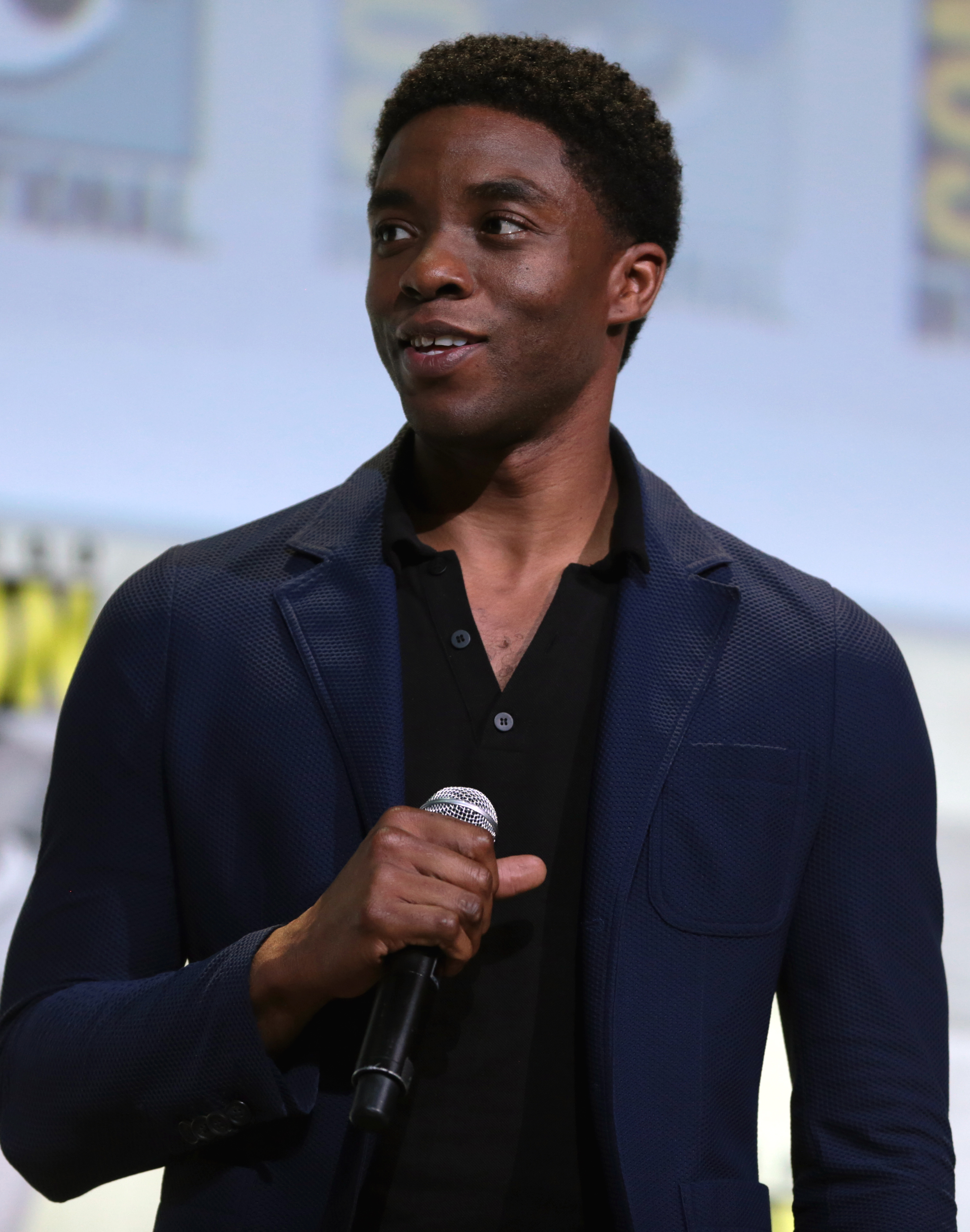
Chadwick Boseman, vítěz v kategorii nejlepší mužský herecký výkon v hlavní roli

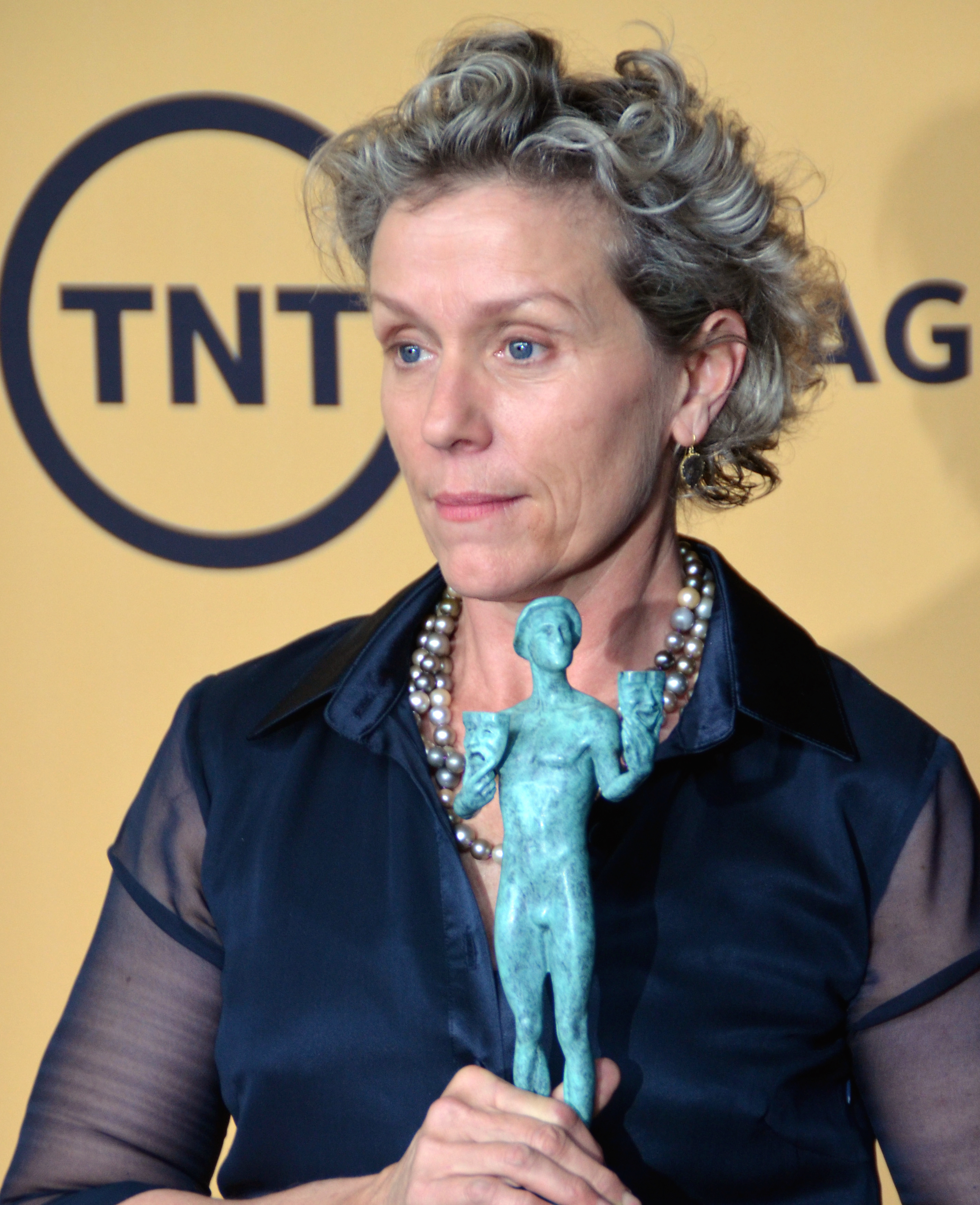
Frances McDormandová, vítězka v kategorii nejlepší ženský herecký výkon v hlavní roli

32. ročník předávání cen asociace Chicago Film Critics Association Awards  se konal dne 21. prosince 2020. Nominace byly oznámeny dne 18. prosince 2020.

## Vítězové a nominovaní

### Nejlepší film
Země nomádů
- Bratrstvo pěti
- První kráva
- Sekerka – Lovers Rock
- Nadějná mladá žena

### Nejlepší režisér
Chloé Zhaová – Země nomádů
- Emerald Fennell – Nadějná mladá žena
- Spike Lee – Bratrstvo pěti
- Steve McQueen – Sekerka – Lovers Rock
- Kelly Reichardt – První kráva

### Nejlepší adaptovaný scénář
Chloé Zhaová  – Země nomádů
- Christopher Hampton a Florian Zeller – The Father
- Jonathan Raymond a Kelly Reichardt – První kráva
- Charlie Kaufman – Asi to ukončím
- Kemp Powers – One Night in Miami

### Nejlepší původní scénář
Eliza Hittman – Never Rarely Sometimes Always
- Danny Bilson, Paul De Meo, Kevin Willmott a Spike Lee – Bratrstvo pěti
- Emerald Fennell – Nadějná mladá žena
- Pete Docter, Mike Jones a Kemp Powers – Duše
- Aaron Sorkin – Chicagský tribunál

### Nejlepší herec v hlavní roli
Chadwick Boseman  – Ma Rainey – matka blues
- Riz Ahmed – Sound of Metal
- Anthony Hopkins – The Father
- Delroy Lindo – Bratrstvo pěti
- Steven Yeun – Minari

### Nejlepší herečka v hlavní roli
Frances McDormandová – Země nomádů
- Jessie Buckley – Asi to ukončím
- Carrie Coon – Klícka
- Viola Davis – Ma Rainey – matka blues
- Carey Mulligan – Nadějná mladá žena

### Nejlepší herec ve vedlejší roli
Paul Raci – Sound of Metal
- Chadwick Boseman – Bratrstvo pěti
- Bill Murray – V úskalí
- Leslie Odom, Jr. – One Night in Miami
- David Strathairn – Země nomádů

### Nejlepší herečka ve vedlejší roli
Maria Bakalova – Borat Subsequent Moviefilm
- Toni Collette  – Asi to ukončím
- Amanda Seyfriedová – Mank
- Letitia Wright – Sekerka – Mangrove
- Yuh-Jung Youn – Minari

### Nejlepší dokument
Smrt Dicka Johnsona
- Colectiv
- American Utopia
- Sociální dilema
- Time

### Nejlepší cizojazyčný film
Chlast
- Bacurau
- Vysoká dívka
- Colectiv
- La Llorona
- Vitalina Varela

### Nejlepší animovaný film
Vlkochodci
- Frčíme
- Ovečka Shaun ve filmu: Farmageddon
- Duše
- Vlčí dům

### Nejlepší kamera
Joshua James Richards – Země nomádů
- Christopher Blauvelt – První kráva
- Shabier Kirchner – Sekerka – Lovers Rock
- Erik Messerschmidt – Mank
- Miguel Ioann Littin Menz – The Vast of Night

### Nejlepší střih
Robert Frazen  – Asi to ukončím
- Chris Dickens a Steve McQueen – Sekerka – Lovers Rock
- Chloé Zhaová – Země nomádů
- Jennifer Lame – Tenet
- Alan Baumgarten – Chicagský tribunál

### Nejlepší výprava
Mank
- Birds of Prey (Podivuhodná proměna Harley Quinn)
- Emma.
- První kráva
- Asi to ukončím

### Nejlepší kostýmy
Alexandra Byrne – Emma.
- Erin Benach – Birds of Prey (Podivuhodná proměna Harley Quinn)
- April Napier – První kráva
- Trish Summerville – Ma Rainey – matka blues
- Ann Roth – Mank

### Nejlepší skladatel
Trent Reznor, Atticus Ross a Jon Batiste – Duše
- Terence Blanchard – Bratrstvo pěti
- Branford Marsalis – Ma Rainey – matka blues
- Trent Reznor a Atticus Ross – Mank
- Ludwig Goransson – Tenet

### Nejlepší vizuální efekty
Neviditelný
- Asi to ukončím
- Půlnoční nebe
- Possessor
- Tenet

### Nejslibnější filmař
Emerald Fennell – Nadějná mladá žena
- Radha Blank – Čtyřicetiletá verze
- Lee Isaac Chung – Minari
- Darius Marder – Sound of Metal
- Andrew Patterson – The Vast of Night

### Nejslibnější umělec
Sidney Flanigan – Never Rarely Sometimes Always
- Maria Bakalova – Borat Subsequent Moviefilm
- Kingsley Ben-Adir – One Night in Miami
- Kelly O'Sullivan – Svatá Frances
- Helena Zengel – Zprávy ze světa